# 梁天偉
梁天偉，BBS，資深香港傳媒人，曾在多間香港傳媒機構工作。在2004年12月至2020年8月期間，他出任香港樹仁大學新聞與傳播學系系主任一職，亦是香港新聞工作者聯會理事。
1956年畢業於孔聖堂小學，之後升讀高主教書院，後入讀香港中文大學新亞書院主修史地，三年級時轉入當時新開辦的新聞學系。1968年從中文大學畢業後，於威斯康辛大學麥迪遜分校取得傳播碩士和加州大學洛杉磯分校取得新聞證書。
在1970年代開始任職多間傳媒機構的管理層，曾先後於《壹週刊》、《快報》、《快周刊》、《凸周刊》、《無綫新聞》、《商業電台》、《香港電台》等多間香港傳媒機構任職。梁天偉於1990年擔任剛創刊的《壹週刊》時，偶然間發現並揭發時任交通諮詢委員會主席的譚惠珠嚴重利益衝突，身居參與制定香港交通政策的要職卻炒賣的士牌，又沒有申報利益，這則調查報導令《壹週刊》一炮而紅。
另外，在大學講學授課亦佔據不少時間，最高峰同時為四間院校執教，當中包括香港樹仁大學、香港中文大學及香港浸會大學。

## 遇襲事件
1996年5月14日下午，梁天偉擔任《凸周刊》社長期間，於鰂魚涌華蘭路辦公室內遇襲，遭兩名兇徒用刀斬斷左前臂，及後施手術成功接駁。

## 外部連結
- 香港新聞工作者聯會網頁
- 樹仁大學網頁 （页面存档备份，存于）